# Hemigraphis
- Commons
- Wikispecies

Hemigraphis Nees, segundo o Sistema APG II, é um gênero botânico da família Acanthaceae, natural da  Ásia e Nova Caledônia.

## Sinonímia
- Gantelbua Bremek.
- Strobilanthes Blume

## Espécies
- Hemigraphis abyssinica
- Hemigraphis acaulis
- Hemigraphis affinis
- Hemigraphis alternata
- Hemigrphis angustifolia'
- «Lista das espécies»

## Nome e referências
Hemigraphis Nees , 1847

## Classificação do gênero
| Sistema | Classificação                       | Referência            |
| ------- | ----------------------------------- | --------------------- |
| APG II  | Ordem Lamiales, família Acanthaceae | APweb, versão 9, 2008 |